# Башня Бурана
Башня Бурана — минарет IX—XI веков государства Караханидов в Чуйской долине на севере Кыргызстана. Расположена в 80 км от столицы Бишкека, в 12 км к юго-западу от города Токмак по дороге в ущелье Кегеты Кыргызского хребта, на левом берегу реки Чу. Башня входит в состав особо охраняемого археологическо-архитектурного комплекса «Башня Бурана». Башня Бурана является частью археолого-архитектурного киргизского музея и охраняется государством как памятник культурно-исторического наследия.
Является одним из древнейших минаретов из жжёного кирпича на территории Средней Азии.

## История

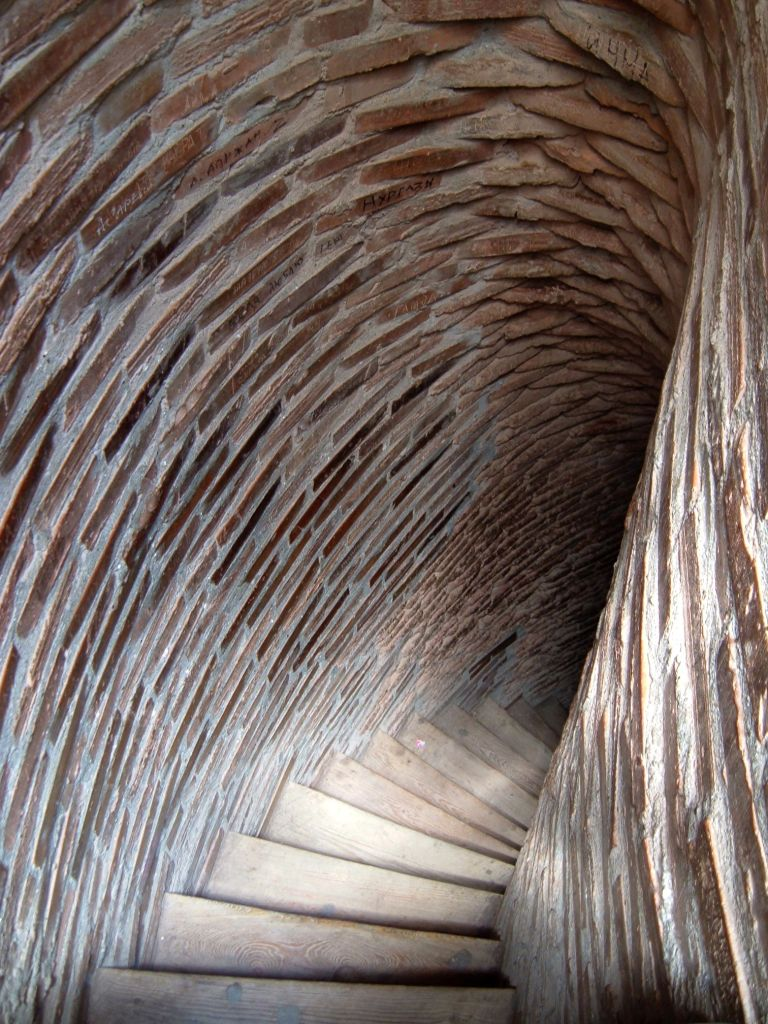
Винтовая лестница внутри башни

Её постройка датируется X—XI веками. Она сложена из обожжённого кирпича и арчовых брусьев. На восьмигранном каменном цоколе стоит круглый в сечении, суживающийся к верху ствол, охваченный поясами орнаментальной кладки. С южной стороны на высоте 5 м находится дверной проем, от которого начинается винтовая лестница, ведущая к смотровой площадке. Высота башни — 21 м, диаметр — 9 м. Её прежняя высота предположительно была 44-48 м. Однако затем её верхняя часть после землетрясения упала. На сегодняшний день высота составляет 21,7 метра.
Рядом с башней находится «сад камней», в котором собраны так называемые «балбалы» (VI—X века) — древние надгробные памятники, древние жернова, и камни с наскальными рисунками (1 тыс. лет до н. э.).
Вероятно, Бурана являлась вертикальной доминантой древнего города Баласагун, северной столицы тюркоязычного государства Караханидов. В 1218 году Баласагун захвачен и разрушен татаро-монголами и в XIV веке перестал существовать.

## Исследования
Буранинское городище, а вместе с ним и минарет стали объектами исследований русских учёных и краеведов с середины XIX века. Значительный вклад в их изучение внесли краеведы Ф. В. Поярков, В. Д. Городецкий, А. М. Фетисов, Н. Н. Пантусов, В. П. Ровнягин и выдающийся русский востоковед В. В. Бартольд. Несмотря на значимость археологических исследований на территории Кыргызыстана в дореволюционный период, они носили случайный, любительский характер. Никаких мер по охране памятников не принималось.
Уже в первые годы Советской власти принимается ряд мер по сохранению башни Бурана и археологическому изучению городища. В 1927—1928 годах по решению правительства Киргизской АССР проводится ремонт и консервация минарета, что предупредило его дальнейшее разрушение. В 1927 году М. Е. Массон и в 1929 году А. И. Тереножкин осуществили археологические работы на городище, которые заключались в проведении раскопок, сборе материалов, съёмке планов и т. д.
Археолог М. Е. Массон на основе полученных материалов установил, что башня Бурана построена в первой половине XI века. Эта дата затем была принята большинством исследователей. В 1930-х годах Буранинскому городищу уделяет значительное внимание Комитет наук Кыргызской ССР и широкая общественность. В периодической печати появляются публикации и об этом памятнике. Башню Бурана посещают многочисленные экскурсии, она находится под неослабным контролем местных органов власти.
В 1938 году Буранинское городище и минарет изучает Семиреченская археологическая экспедиция. Результаты этих исследований нашли отражение во многих трудах руководителя экспедиции А. Н. Бернштама. Однако наибольший объём работ на городище Бурана выполнен П. Н. Кожемяко в 1953—1954 годах. В результате его исследований впервые удалось установить, что городище имеет сложную планировку и состоит из центральных развалин, представленных четырёхугольной крепостью, на огромной площади, находившейся за её пределами.

## Галерея

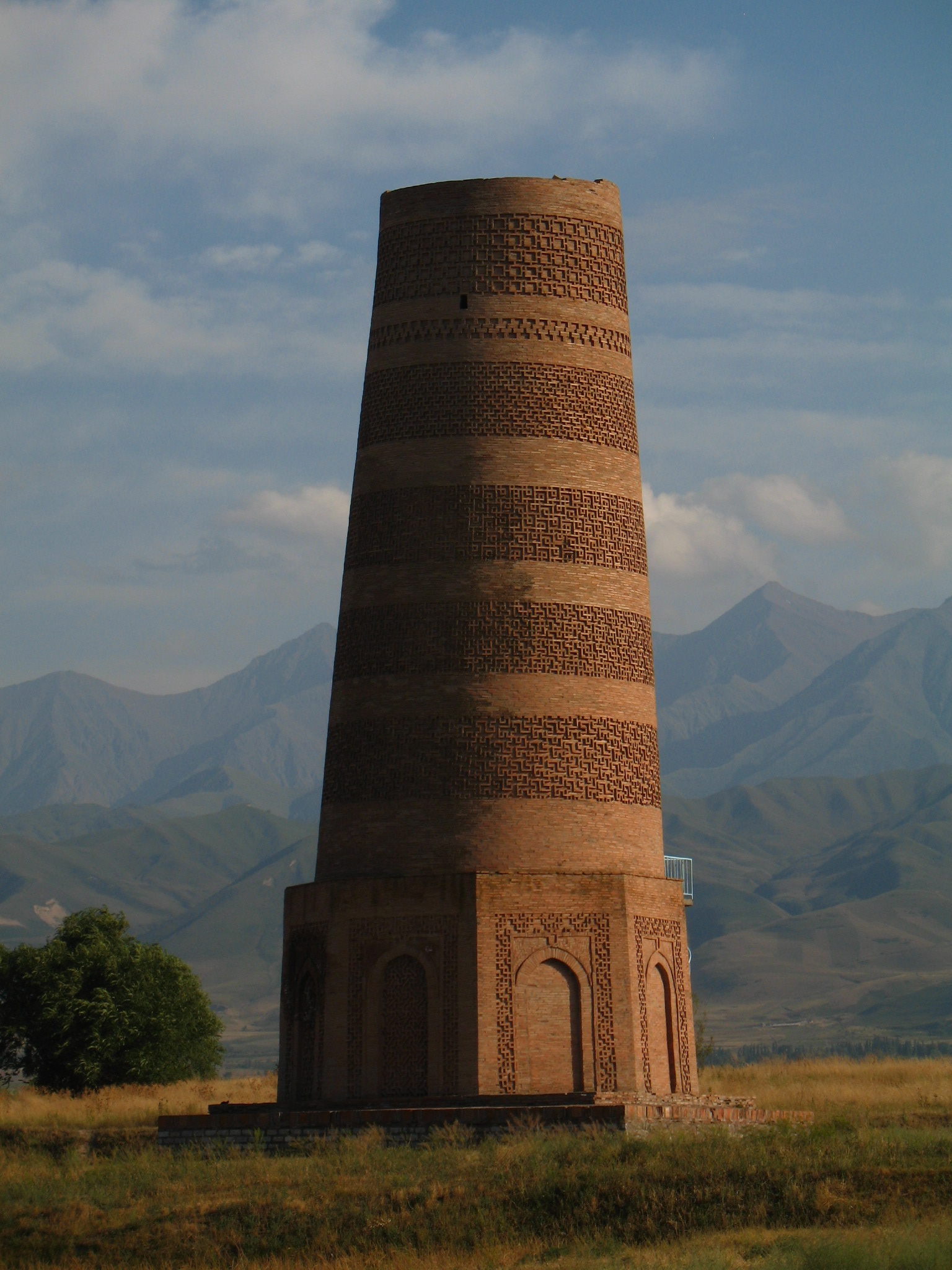
Башня Бурана по состоянию на 2012 год
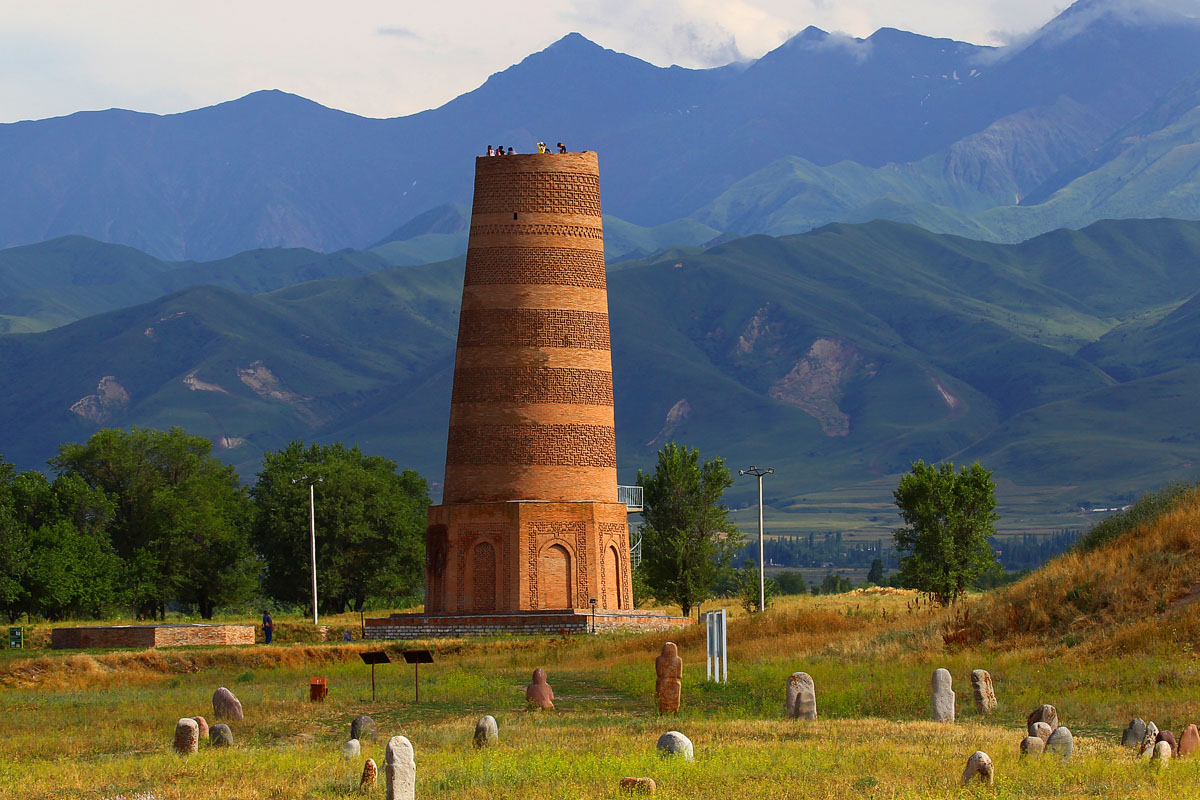
Башня Бурана на фоне Киргизского хребта
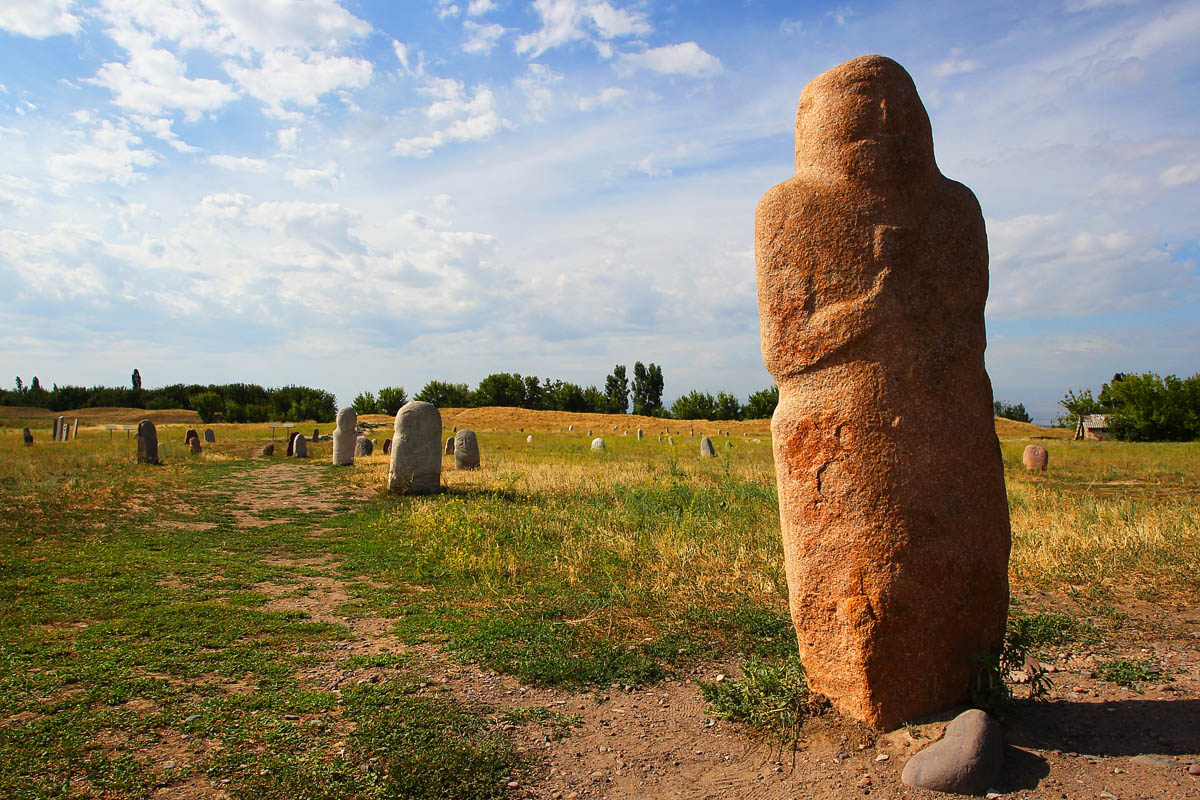
Балбалы «сада камней» Буранинского городища
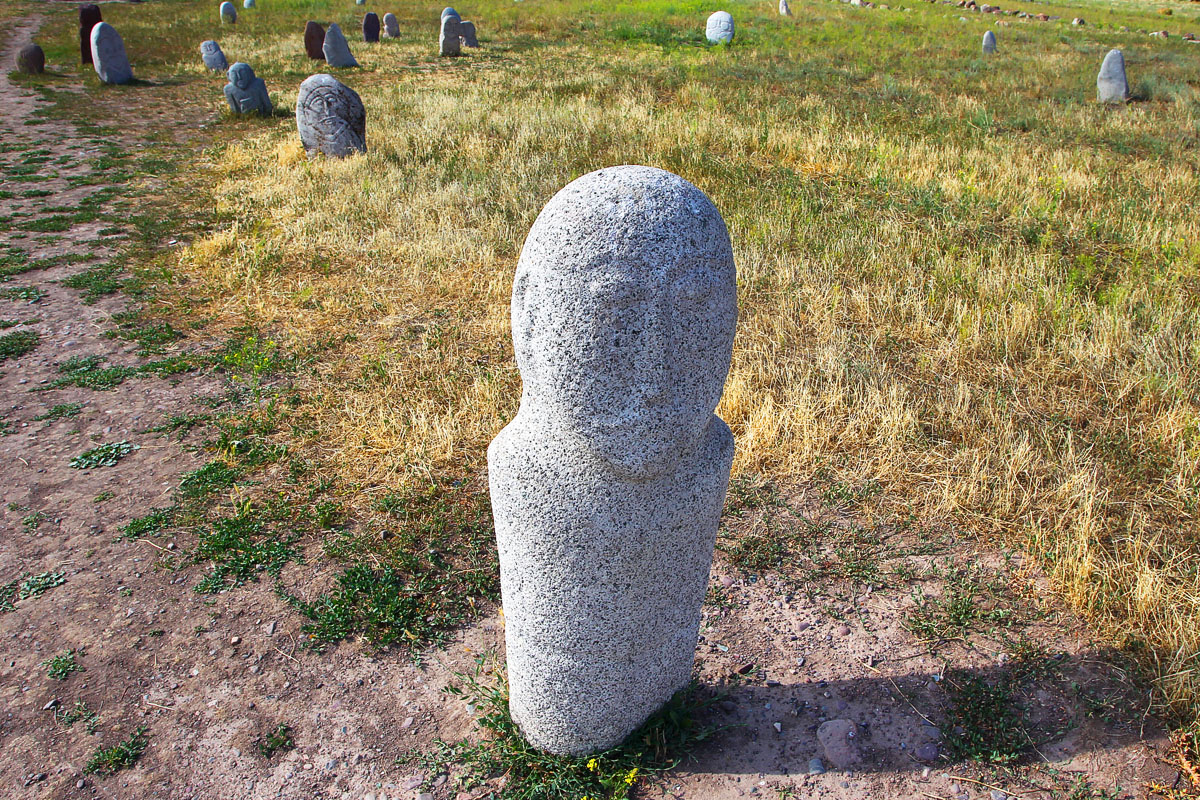
«Балбалы» Буранинского городища